# Myoxocephalus aenaeus
Espèce
Le chaboisseau bronzé ou crapaud de mer nain (Myoxocephalus aenaeus) est une espèce de poissons de la famille des Cottidae.

## Distribution
Dans les eaux côtières de l'Amérique du Nord, du détroit de Belle-Isle et du golfe du Saint-Laurent jusqu'au New Jersey.

## Description
Il atteint rarement les 15 cm, sa tête large rentre 4,5 fois dans sa longueur totale et son pédoncule caudal est plutôt grêle. Il  adapte sa coloration en fonction du fond marin, présentant différentes teintes de gris et de verdâtre, son ventre étant plus pâle et ses nageoires ornées de bandes brisées.  Ses épines sur la tête sont très courtes, ce qui le distingue du chaboisseau à dix-huit épines et ses nageoires anale et dorsale postérieure possèdent moins de rayons que celles du chaboisseau à épines courtes.

## Biologie
Tolérant des eaux de 0 à 20 °C, on le retrouve dans les estuaires et sur les côtes.  Son régime comprend de petits crustacés, comme des copépodes, des mollusques, comme les nasses, des ascidies et des alevins de plusieurs espèces, comme le lançon, le choquemort, la tanche-tautogue et l'anguille.  Il est entre autres consommé par la morue. En Nouvelle-Angleterre, il fraie en hiver, mais une femelle mature a déjà été retrouvée en juin aux Îles-de-la-Madeleine. Les œufs sphériques de 1 mm de diamètre et de couleur verte adhèrent aux algues et autres objets du fond marin.